# 伊西洱库尔淖尔之战

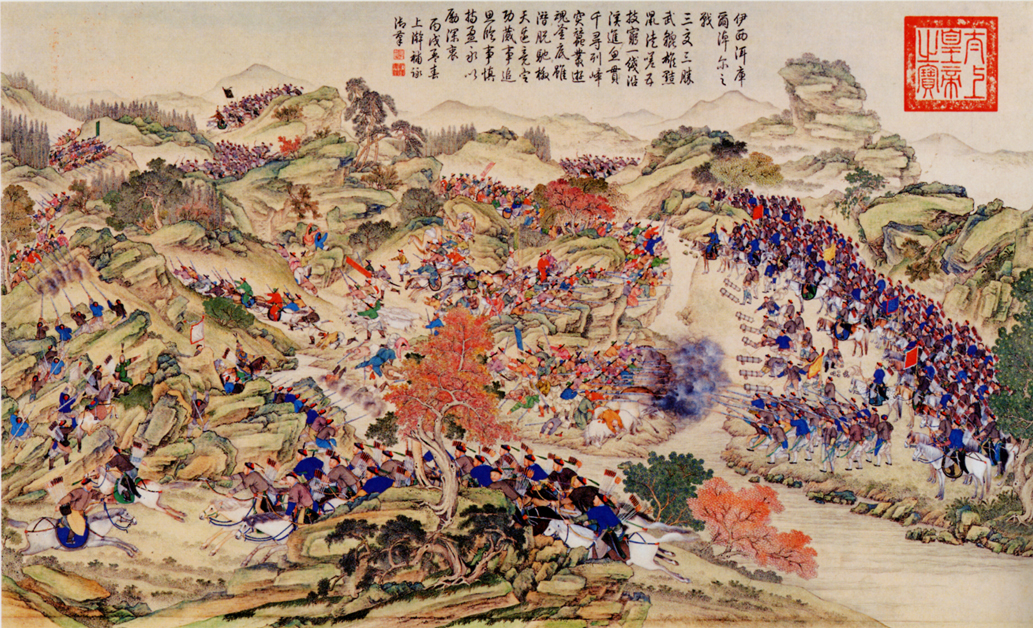
伊西洱库尔淖尔之战

伊西洱库尔淖尔之战，清高宗乾隆二十四年（1759年）七月，在平定回部之战中，清军在伊西洱库尔淖尔(今日雅什庫勒湖或葉什勒池)击败大小和卓的作战。
乾隆二十四年（1759年）六月，清军分别占领叶尔羌城（今新疆莎车）和喀什噶尔城（今新疆喀什）。定边将军兆惠派副将军富德等人追击逃向巴达克山的大小和卓。七月初七日，和卓军在阿尔楚尔之战被清军击败后，余部逃到与巴达克山交界的伊西洱库尔淖尔。大和卓波罗尼都带领老弱及家属播守河西山岭，准备趁机撤退，小和卓霍集占率领一万和卓兵据守河东山岭，阻挡清军。富德派侍卫阿里衮率部进攻西岭，自率军队进攻东岭。两路清军仰攻失利，于是选派40余名精锐火枪手登上敌人防守薄弱的北岭，从北岭向东岭居高俯射；阿里衮军从西岭向东岭射击，对西岭的和卓军家属辎重堵截。清军属下的回部伯克鄂对、霍集斯等人树起回旗，大喊“投降”，回兵闻声下山归降。大、小和卓只带着三百多个仆从逃到巴达克山。这次战役，摧垮了和卓军有生力量。七月二十八日，巴达克山国主素勒坦沙擒获波罗尼都、霍集占。